# Ветишка, Рудольф
Рудольф Ветишка (чеш. Rudolf Vetiška; 25 декабря 1895 года — 3 июня 1966) — чехословацкий коммунист, член антифашистского подполья, депутат Национального собрания Чехословакии.

## Биография
Родился 25 декабря 1895 в пригороде Праги Глоубетине в семье рабочего. С юности принимал активное участие в рабочих союзах и союзах физического воспитания трудящихся. С 1913 года — член Чешской социал-демократической партии. Участвовал во всеобщей забастовке в декабре 1920 года. В 1921 году участвовал в создании Чехословацкой социал-демократической партии (левой), которая впоследствии была переименована в Коммунистическую партию. На V съезде Коммунистической партии Чехословакии был избран в состав Центрального комитета. В том же 1929 году был отправлен в Москву, где учился в школе имени Ленина, которая занималась подготовкой кадров для иностранных коммунистических партий. В 1930 году вернулся в Чехословакию и работал на разных партийных должностях в Праге и Кладно.
После аннексии Судет и попадания Чехословакии под контроль фашистской Германии, Коммунистическая партия была запрещена и вынуждена перейти к нелегальной деятельности. Ветишка был членом подпольного Центрального комитета Коммунистической партии и весной 1939 года направлен в Советский Союз с целью информировать о положении дел в Чехословакии.
В 1943 году был заброшен на территорию Польши с дальнейшим заданием перейти польско-чешскую границу и установить связь с подпольем на территории оккупированной Чехословакии. 23 июля 1944 года был арестован гестапо и был помещён в тюрьму Панкрац. Утром 5 мая 1945 года в Праге вспыхнуло восстание, в результате восстания узники тюрьмы, в том числе Рудольф Ветишка, были освобождены.
После Второй мировой войны продолжил активную деятельность в качестве функционера Коммунистической партии Чехословакии. В 1945 году вошёл в состав Центрального комитета Коммунистической партии Чехословакии. В 1945—1949 годах был первым секретарём Коммунистической партии в Страконице, в 1951 году — первым секретарём компартии в Либереце. В 1948 году был избран в Национальное собрание Чехословакии от округа Либерец; был членом парламента до 1954 года. В 1953—1963 годах занимал пост ректора Высшей партийной школы ЦК КПЧ.
Автор автобиографической книги «Прыжок во тьму», в которой он рассказывает о своей работе в рядах чешского коммунистического подполья, о своём аресте и заключении. Книга была переведена на русский язык.
Скончался в 1966 году после продолжительной болезни.

## Награды
- Орден Республики (1955)[1]
- Орден Клемента Готвальда (1965)[1]